# Educación en Second Life
Second Life es utilizado como una plataforma para la educación por muchas instituciones, tales como colegios, universidades, bibliotecas y entidades gubernamentales.

## Impacto y estado actual
Hay más de cien regiones utilizadas con propósitos educativos que cubren temas tales como la química y el Inglés. Instructores e investigadores favorecen a Second Life porque es más personal que la educación a distancia tradicional. La investigación ha puesto de manifiesto el desarrollo, las actividades de enseñanza y/o aprendizaje que utilizan Second Life en más del 80 por ciento de las universidades del Reino Unido. A partir de 2008, al menos 300 universidades de todo el mundo dan cursos o realizan investigaciones en Second Life. También han surgido nuevas instituciones educativas que operan exclusivamente dentro de Second Life, aprovechando la plataforma para entregar el contenido a una audiencia mundial a bajo costo.
Debido al anuncio del cierre de Teen Second Life en el período 2010-2011, se han establecido muchas redes derivadas de OpenSimulator para acoger proyectos educativos.

## Estructura
Info Islands utiliza la biblioteca de programación patrocinada por el Sistema de Bibliotecas Alliance de Illinois y OPAL que se ofrece actualmente en línea para bibliotecarios y usuarios de la biblioteca dentro de Second Life. Otro continente virtual llamado SciLands se dedica a la enseñanza de las ciencias y la tecnología. Aunque en un principio se centró en el Museo Internacional de Vuelo Espacial, que ahora alberga una serie de organizaciones, incluyendo la NASA, NOAA, NIH, JPL, NPR, National Physical Laboratory del Reino Unido, y una serie de otras agencias gubernamentales, universidades y museos. En diciembre de 2008, la Fuerza Aérea de los Estados Unidos lanzó MyBase, una isla en Second Life supervisada por el Mando de Formación y Educación Aérea.
La utilidad de Second Life como plataforma para la educación en primaria y secundaria es limitada debido a las restricciones de edad en la red principal y las dificultades de la colaboración entre los diversos proyectos educativos en la parrilla adolescente. Nuevos enfoques para fomentar la colaboración en la parrilla de adolescente, como el Virtual World Campus, ofrecen alguna esperanza de superar algunos de estos obstáculos. Por ahora, sin embargo, la utilidad principal de Second Life para la educación en primaria y secundaria está en la educación y el desarrollo profesional de los maestros y bibliotecarios escolares. Aun así, educadores de primaria y secundaria usan Second Life para conocerse y crear objetos y estructuras que les ayudan a desarrollar planes de estudio, como EnergyTeachers.org lo hace con su Laboratorio de Ciencias de Sostenibilidad Energética.

## Disciplinas educativas

### Contabilidad
Ernst & Young hizo una donación de $500,000 al Departamento de Contabilidad de la Universidad Estatal de Carolina del Norte para implementar Second Life al currículum en 2009. Esta financiación fue utilizada por Frank A. Buckless junto a Mr. Scott Showalter y Dr. Kathy Krawczyk para crear un almacén virtual para examinar al alumnado. El dato recogido de este estudio mostró que el alumnado mejora su “conocimiento observación de inventario, entrevistando, documentación de la auditoría, pensamiento crítico, y habilidades de trabajo en grupo”. Este proyecto continua con la incorporación de actividades de costes y de contabilidad financiera en entornos virtuales.

### Lenguaje
El aprendizaje de idiomas es el tipo más generalizado de educación en mundos virtuales, con muchas universidades, institutos de idiomas principales y escuelas de idiomas privadas que utilizan entornos virtuales 3D para apoyar el aprendizaje de idiomas.

### Enfermería
Second Life se ha utilizado en la formación de enfermería para proporcionar una experiencia de atención significativa sin riesgo para los pacientes.
El Dr. Constance M. Johnson recibió un premio R21 para evaluar la viabilidad y aceptabilidad del uso de un entorno virtual para proporcionar intervenciones de autogestión a las personas con diabetes tipo 2.
El Dr. Estelle Codier (Universidad de Hawái) recibió una subvención de la Liga Nacional de Enfermería para el estudio de los resultados de aprendizaje de los estudiantes de enfermería en Second Life. Su libro, "Teaching Healthcare in Virtual Space: Best Practices for Educators in Multi-User Virtual Environments ("La enseñanza de la salud en el espacio virtual: las mejores prácticas para los educadores en entornos virtuales multiusuario") proporciona un esquema de la base pedagógica para la enseñanza en la MUVE, así como los capítulos sobre el desarrollo de MUVE la enseñanza de las habilidades y los demás sobre cómo desarrollar las actividades de aprendizaje en Second Life. Julio de 2016.

## Controversia

### Prohibición de institución educativa

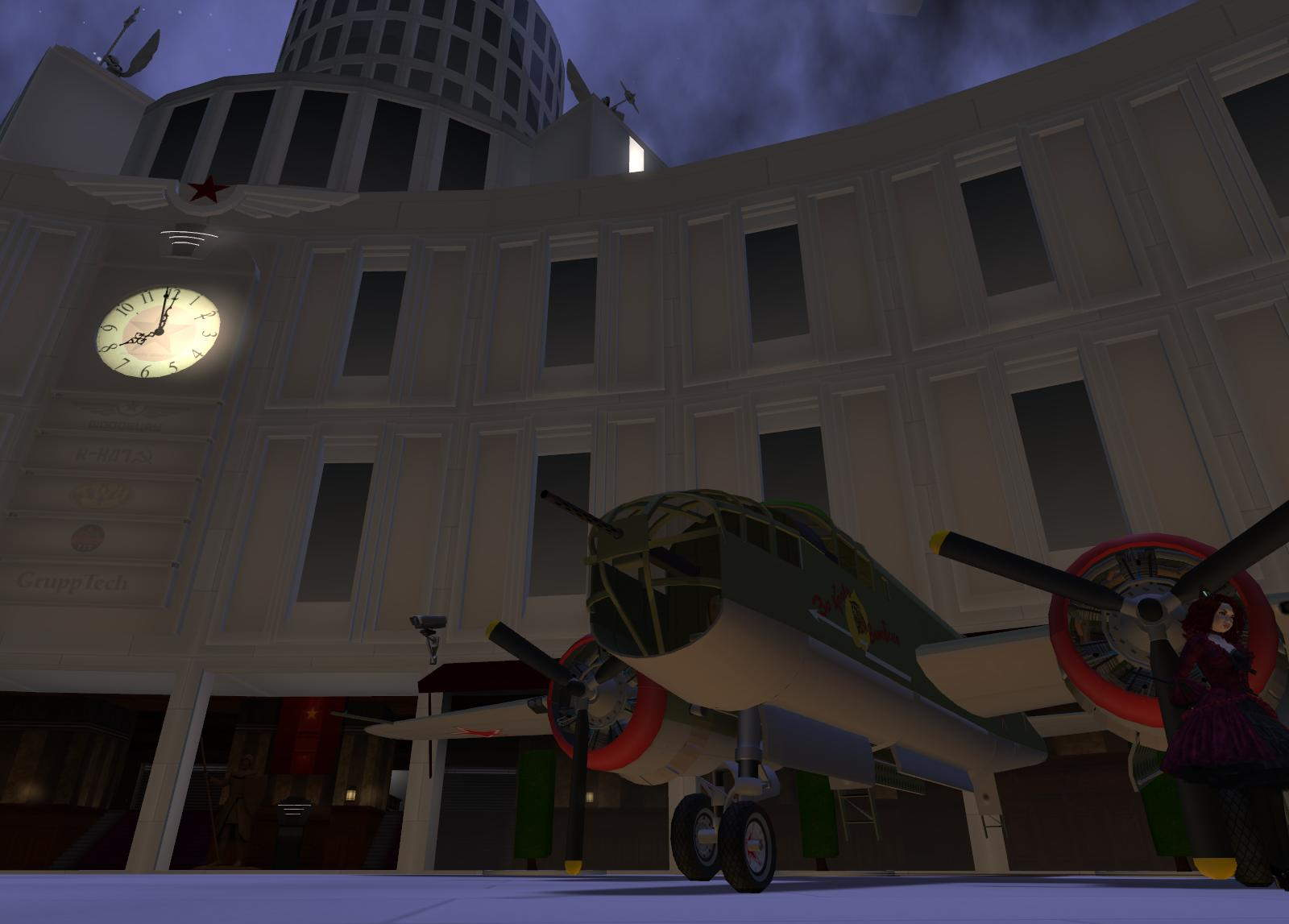
Woodbury El campus virtual de la universidad

Second Life prohibió dos veces, en 2007 y 2010, tener una representación dentro de Second Life a la Universidad de Woodbury de California (Estados Unidos). El 20 de abril de 2010, cuatro simuladores pertenecientes a la universidad fueron eliminados y las cuentas de varios estudiantes y profesores canceladas, de acuerdo a The Chronicle of Higher Education. El Dr. Edward Clift, decano de la Escuela de la Universidad de Woodbury de Medios de Comunicación, Cultura y Diseño, afirmó que su campus "era un campus vivo en Second Life", que incluye espacios educativos diseñados en su mayoría por estudiantes, incluyendo un simulacro de la representación de la ex Unión Soviética y una réplica del Muro de Berlín. Como el Dr. Clift dijo a The Chronicle of Higher Education, el campus virtual no se "ajustaba a lo que Linden Lab quería que fuera un campus". Linden Lab dijo que su decisión de prohibir el Woodbury University en abril de 2010 fue "basada en la historia y los acontecimientos recientes que constituían una violación de los términos del servicio y los estándares de la comunidad de Second Life."
La universidad se ha mudado a una red independiente dedicada de OpenSimulator.

## Educadores de Second Life

### Annabeth Robinson
Annabeth Robinson es una artista y educadora de Second Life que imparte clases en Leeds College of Art. Desarrolla herramientas y técnicas para mejorar el entorno virtual de la educación, incluyendo el ampliamente utilizado MetaLab Whiteboard.

### Robin Winter
Robin Winter, también conocido como Shukran Fahid o Shukran Serendipity, ha trabajado con varias organizaciones, incluyendo Immersive Education and Imperial College para producir una serie de programas de capacitación para las escuelas, las universidades, el Sistema Nacional de Salud y el Ministerio de Defensa usando Second Life y Open Sim. Actualmente es el director de Warm Winter Arts, que está trayendo la virtualización en las aplicaciones móviles y las ciencias biológicas.

### Estelle Codier
El Dr. Estelle Codier es un Profesor Asociado en la Universidad de Hawái, que ha supervisado más de 500 actividades de aprendizaje para el cuidado de la salud en Second Life. Su libro, "Teaching Healthcare in Virtual Space: Best Practices for Educators in Multi-User Virtual Environments", esboza una pedagógico para la enseñanza en Second Life y proporciona directrices para el desarrollo de las habilidades de enseñanza y actividades de aprendizaje en MUVE. Julio de 2016.